# Rye whisky

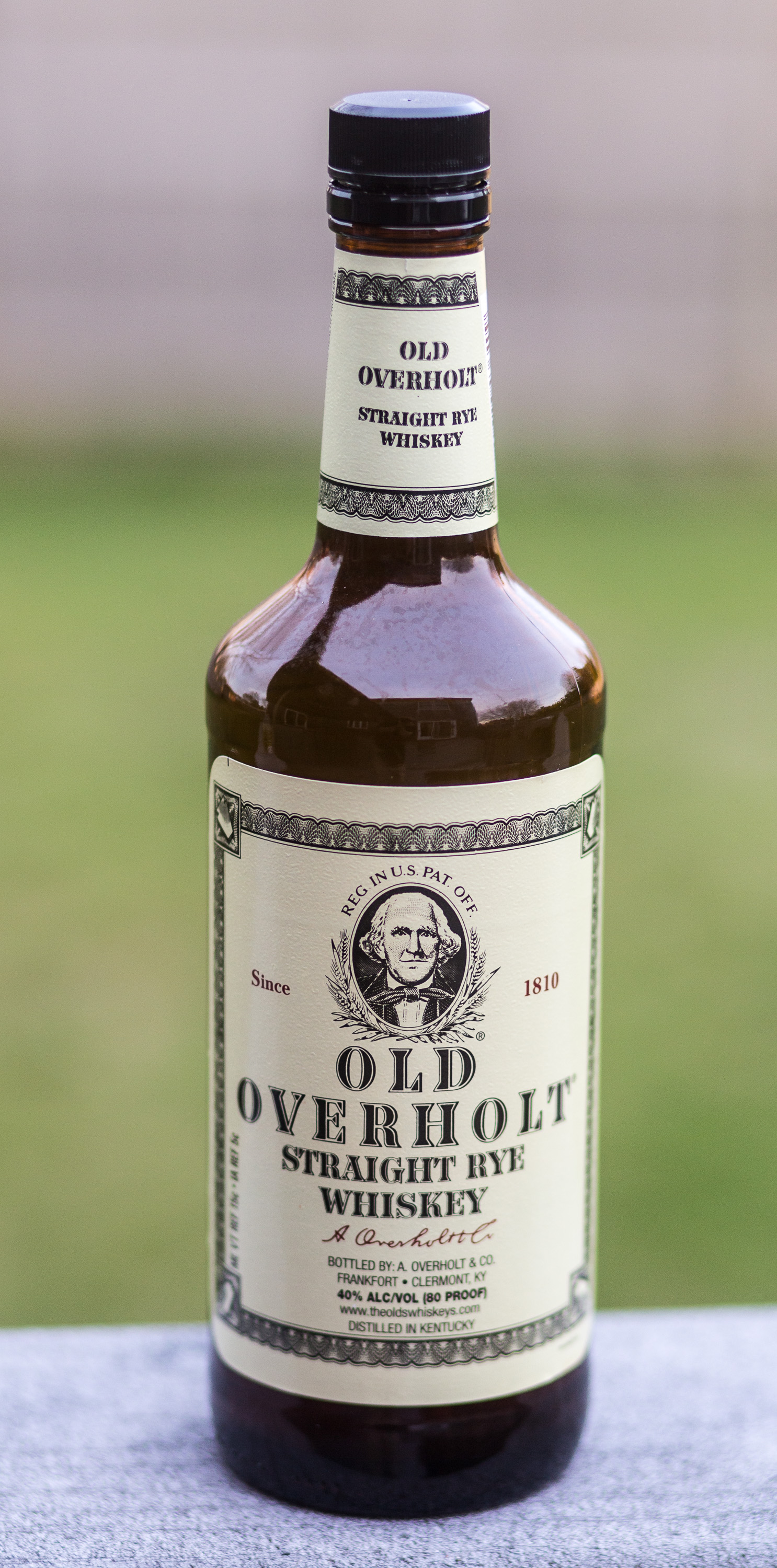
Bouteille de rye whiskey américain

Le rye whisky, littéralement whisky de seigle, peut désigner le whisky de seigle américain (rye whiskey), ou le whisky canadien, qu'il soit fait avec du seigle ou non.

## Types
Aux États-Unis, le rye whiskey (avec un « e ») est, selon la loi, fabriqué avec au minimum 51 % de seigle (les autres ingrédients du moût étant principalement du maïs et de l’orge) et distillé à un maximum de 80 % puis vieilli dans des fûts de chêne fraîchement flambés. 
Le whisky canadien est souvent appelé rye whisky car historiquement on utilisait principalement du seigle pour assaisonner la bière du distilleur. Cependant de nos jours la quasi-totalité du whisky canadien contient plus d'un grain (seigle, maïs, orge et blé). Les marques les plus connues sont Canadian Club et Crown Royal. L'Alberta Premium (en) est fait d'un moût de seigle à presque 100 %.

## Histoire
Le whisky de seigle est originaire des premiers pionniers allemands et hollandais de Nouvelle-Angleterre et du Canada, qui commencent à utiliser du seigle pour distiller du whisky à la fin du XVIIIe siècle. Il devient le principal whisky produit dans les régions du nord-est des États-Unis, principalement en Pennsylvanie. La prohibition contribue largement à la quasi-disparition de ces distilleries. Plusieurs ryes canadiens sont des anciens ryes américains, tel le Gibson's Finest (en).
En 1993, Fritz Maytag de l'Anchor Brewing Company, à San Francisco en Californie, a commencé à produire un Old Potrero Single Malt Whiskey, fait à partir uniquement de seigle malté.
En 2017, cet alcool est devenu l'une des deux boissons officielles de la Virginie, l'autre étant le lait.